# Endgerät

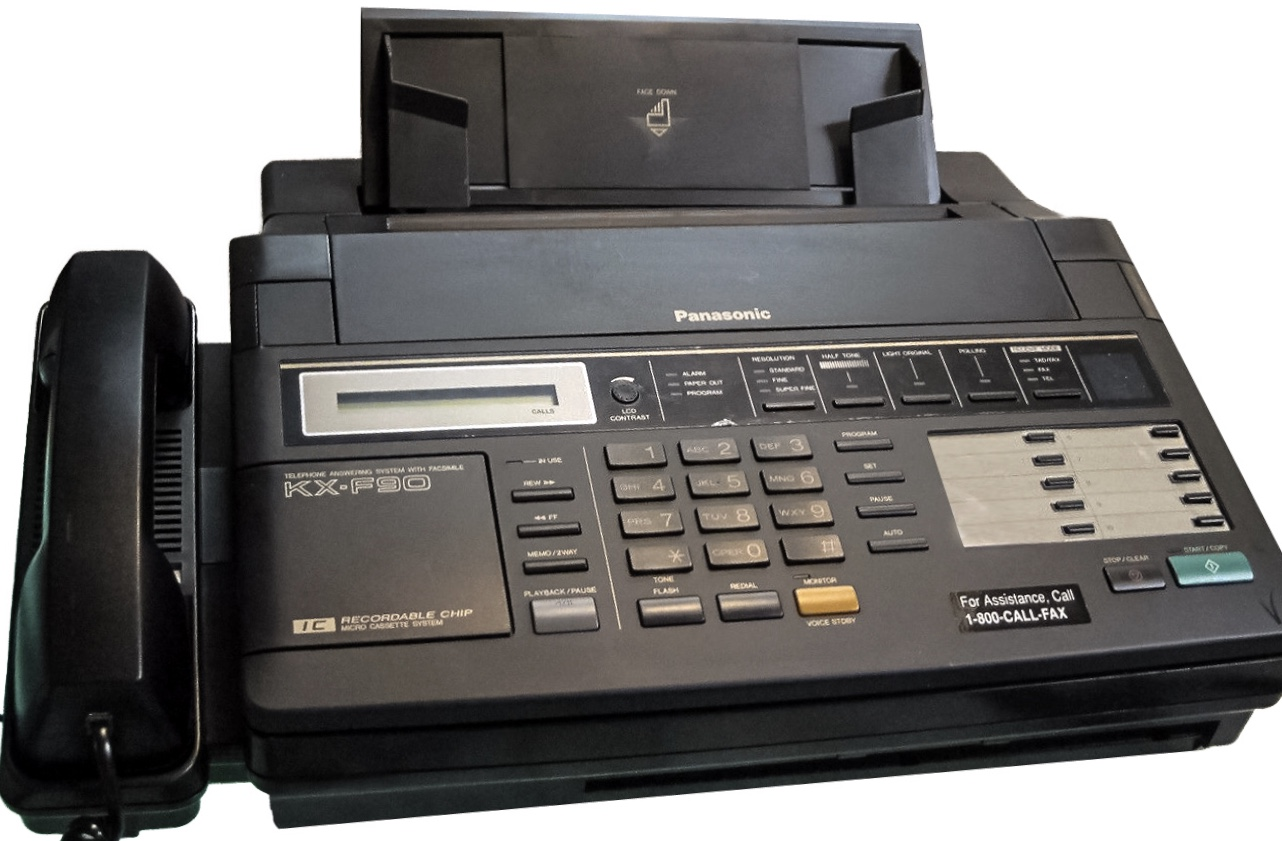
Eine Faxmaschine als Endgerät (1990er Jahre)

Endgerät (oder Teilnehmerstation; englisch customer premises) ist in der Informations- und Kommunikationstechnik der Oberbegriff für Geräte, die an einen Netzabschluss eines Daten- oder Telekommunikationsnetzes angeschlossen sind.

## Allgemeines
Mit dem umgangssprachlichen Begriff sind Geräte gemeint, die am Ende eines Netzwerks beim Benutzer – der entsprechend auch Endbenutzer genannt wird – angeschlossen sind, ohne dabei jedoch als notwendiger Bestandteil des Netzes selbst zu gelten. Das Netz im eigentlichen Sinne endet am Netzabschluss, bei Internet-Protocol-basierten Netzwerken gibt es keinen Netzabschluss. Bei Datenübertragung heißen sie Datenendgerät (DEGt) oder Datenendeinrichtung (DEE).

## Rechtsfragen
Telekommunikationsendeinrichtungen sind nach § 3 Nr. 62 TKG direkt oder indirekt an die Schnittstelle eines öffentlichen Telekommunikationsnetzes angeschlossene Einrichtungen zum Aussenden, Verarbeiten oder Empfangen von Nachrichten oder Daten; sowohl bei direkten als auch bei indirekten Anschlüssen kann die Verbindung über elektrisch leitenden Draht, über optische Faser oder elektromagnetisch hergestellt werden; bei einem indirekten Anschluss ist zwischen Telekommunikationsendeinrichtung und Schnittstelle des öffentlichen Telekommunikationsnetzes ein Gerät geschaltet.

## Arten
Die Bezeichnung Datenendgerät stammt aus der Zeit, als die Deutsche Bundespost noch ein Postmonopol besaß. Sie ist veraltet und wurde durch spezifische Begriffe wie Anrufbeantworter, Ausgabegerät, Client, Datenstation, Eingabegerät, Faxgerät, Fernschreiber, Funkgerät, Mobilfunkgerät, Personal Computer, Smartphone, Telefon oder allgemein Wiedergabegerät abgelöst.
Mobile Endgeräte sind Computer, die als Endgerät benutzt werden und für den mobilen Einsatz konzipiert sind. Hierzu gehören insbesondere Handy, Notebook, Smartphone, Smartwatch oder Tabletcomputer.

## Übersicht
Je nach Netzwerk können meist nur bestimmte Endgeräte genutzt werden:
| Netzwerk      | Endgerät                                           |
| ------------- | -------------------------------------------------- |
| Rechnernetz   | Datenendeinrichtungen                              |
| Telefonnetz   | Telefone, Faxgeräte                                |
| Mobilfunknetz | Mobiltelefone                                      |
| Internet      | (keine Endgeräte, da es keinen Netzabschluss gibt) |

Da die Kommunikation aus mindestens einem Absender und mindestens einem Empfänger besteht, werden Endgeräte von jedem der Benutzer eingesetzt. Die Endgeräte müssen nur Kompatibilität für das genutzte Netzwerk aufweisen. An Endgeräte können meist Peripheriegeräte angeschlossen werden.
Neben der (relativ) hohen Datenübertragungsrate bietet ISDN den Vorteil, mehrere Endgeräte an einem Netzanschluss betreiben zu können. In der Telekommunikation besteht die Netzarchitektur aus Netzwerkknoten (den Endgeräten), die durch Netzwerkkanten miteinander verbunden sind.